# 御深井焼
御深井焼（おふけいやき）とは、主として17世紀後半から18世紀にかけて盛行した灰釉に長石を加えて透明度を高めた釉を施すとともに摺絵や型打ち（素地を型にはめて成形する技法）や貼付文などを用いた陶器類の呼称である。

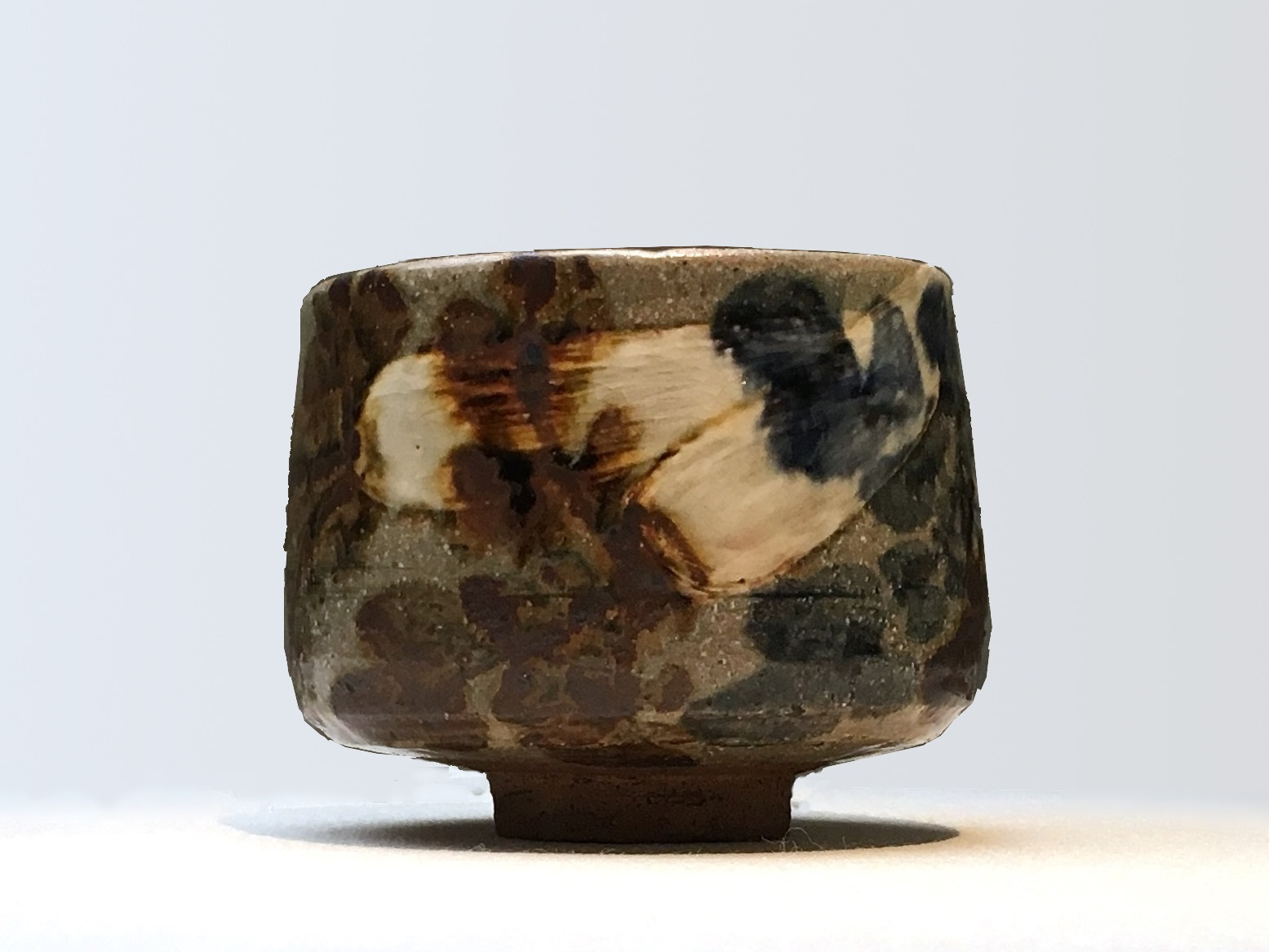
白泥銹絵染付大根文茶碗 19世紀前期 江戸時代

## 概要
通常は江戸時代の美濃焼に属するものをいう。ただし、伝統的に「御深井」と呼称されるもののなかには灰釉と区別がつかないものもある。本来は、万治3年（1660年）に名古屋城内の御深井丸でそのような釉を施した陶器が焼かれ、それを「御深井焼」と呼んだのが由来であるが、そういった狭義の御深井焼に似た長石を加えた灰釉を施し型打ちをしたり摺絵などを施文した焼き物一般にまで呼称としてひろがり、定着している。
長石を配合した灰釉を施した陶器は、江戸時代初頭から前半の元屋敷窯、窯ヶ根窯、清安寺窯でも焼かれていたが本格的に普及したのは、17世紀後半であり、研究者によっては、このような江戸時代初頭から前半の御深井風の製品を「美濃青磁」と呼ぶものの、大川東窯（瑞浪市）や弥七田窯（可児市）で「青磁」が焼かれており紛らわしいことから呼称が定着していない。
器形としては、皿（菊皿などそのほか菱形、方形、柏葉状、五角形、六角形など）や鉢などで型打ちや摺絵を施したもの、向付、丸碗などで摺絵をほどこしたもの、水指、花瓶、香炉などがあげられる。しばしば釉薬が溜まる箇所はガラス質で透明な緑色に見えることがある。
17世紀後半の皿は、胎土が黄白色の陶器質で三個の円錐ピンを用いて焼いているため、見込み部分に目痕（円錐ピンの痕跡）がみられるが、18世紀前半の皿は胎土が炻器質で重ね焼き焼成をしているためそのような目痕はみられない。

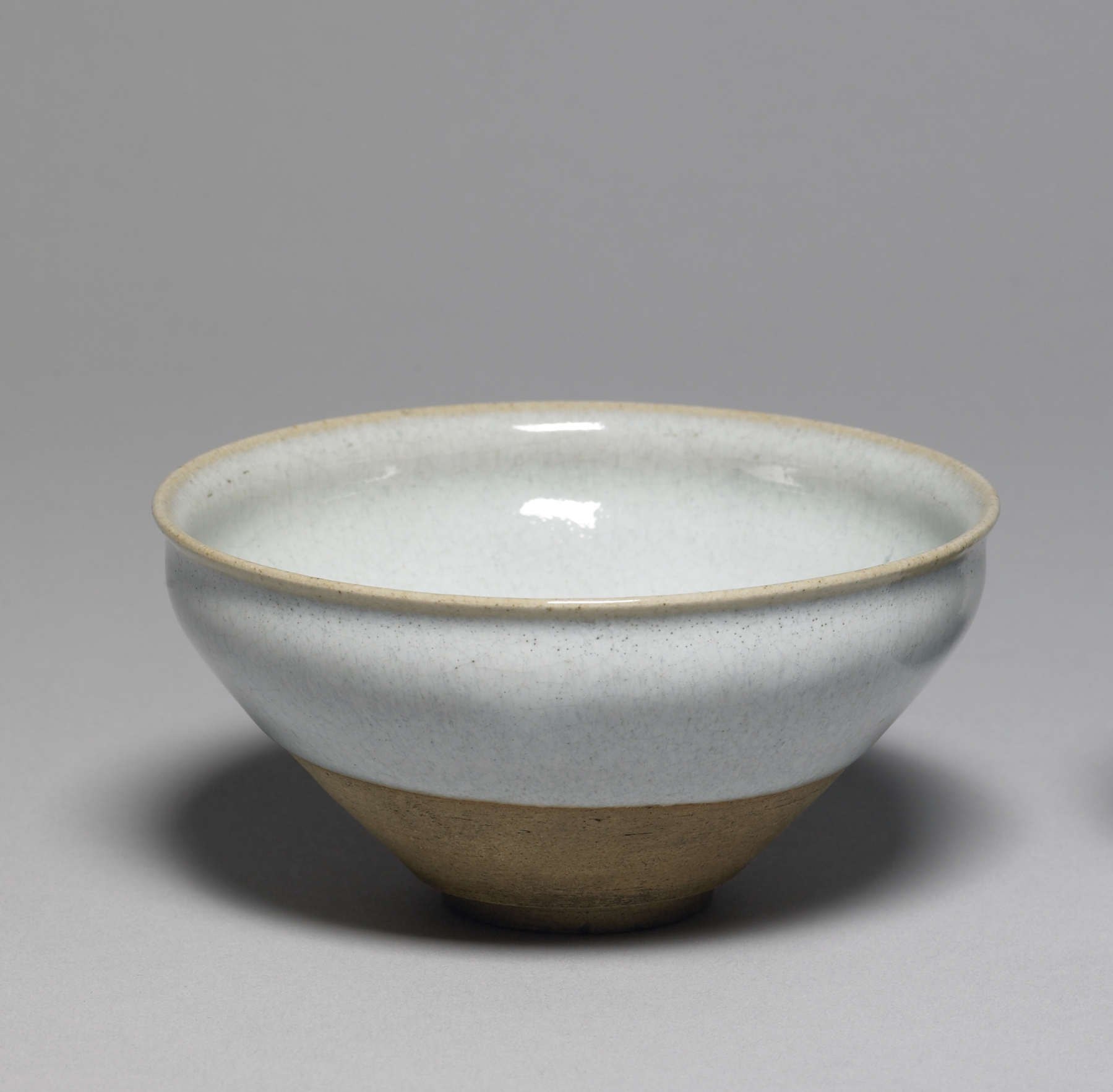
ウォルターズ美術館所蔵の1700年から1850年代の白天目茶碗
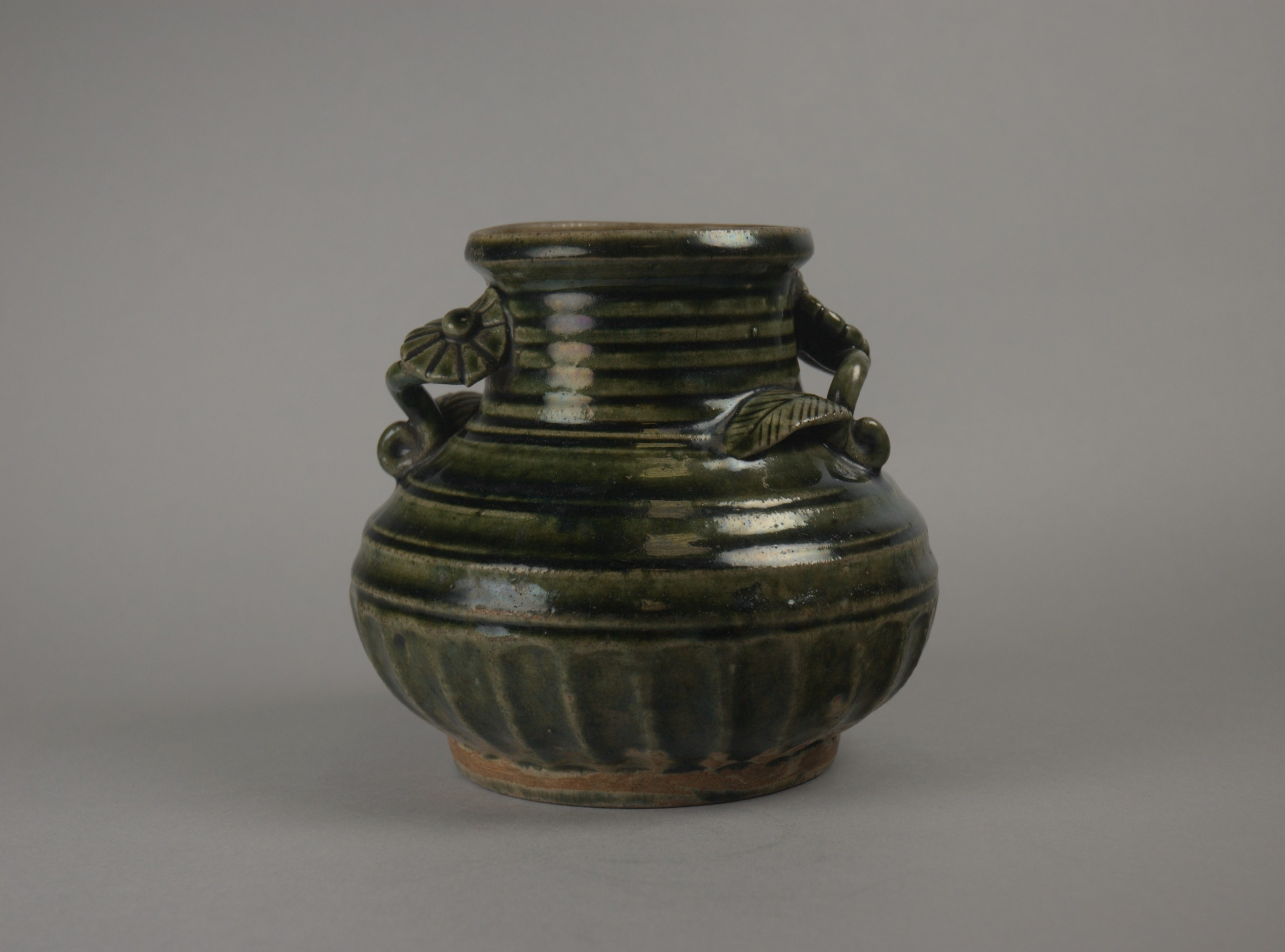
メトロポリタン美術館所蔵1610年頃の水指
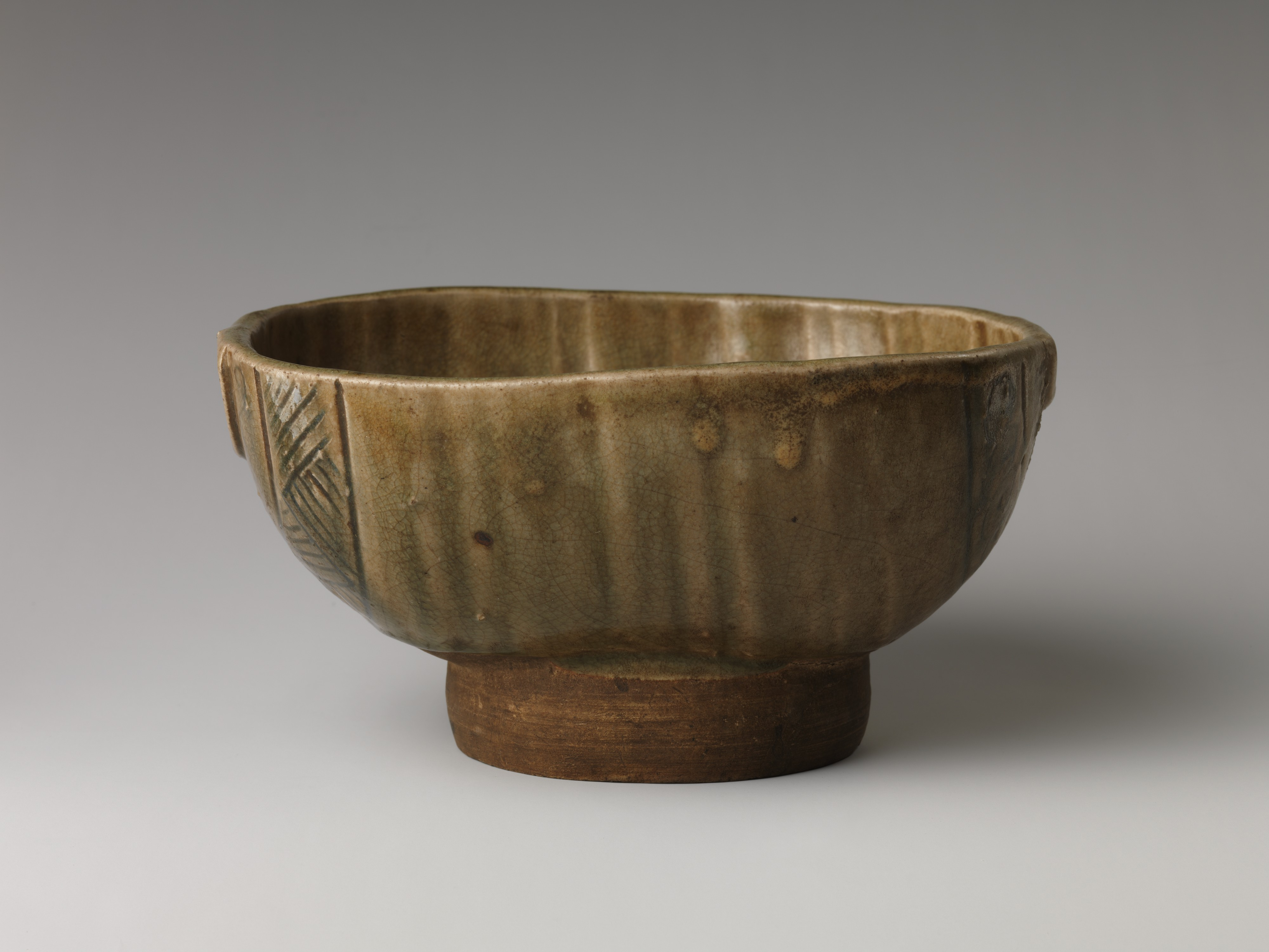
同上19世紀の茶碗
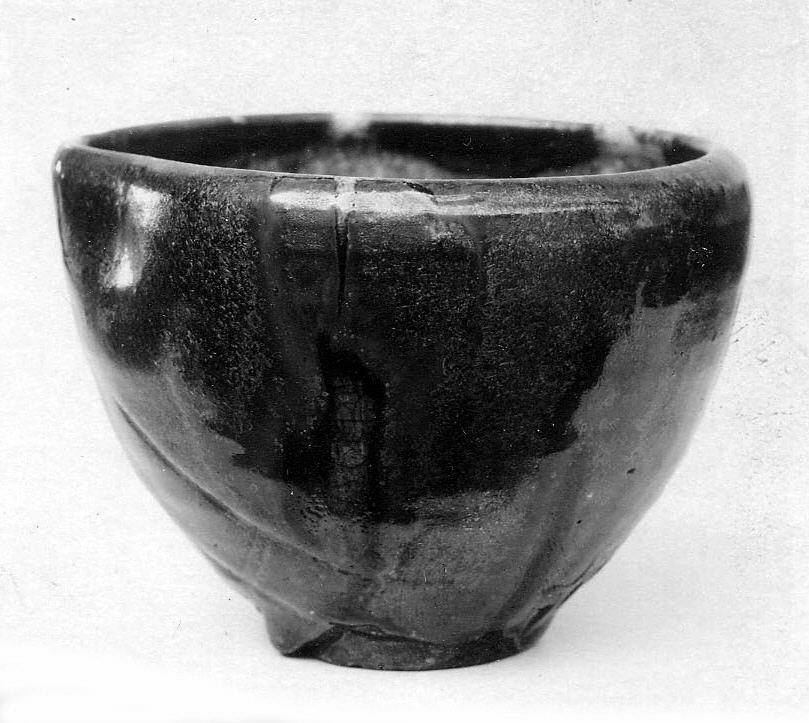
同上18世紀の茶碗
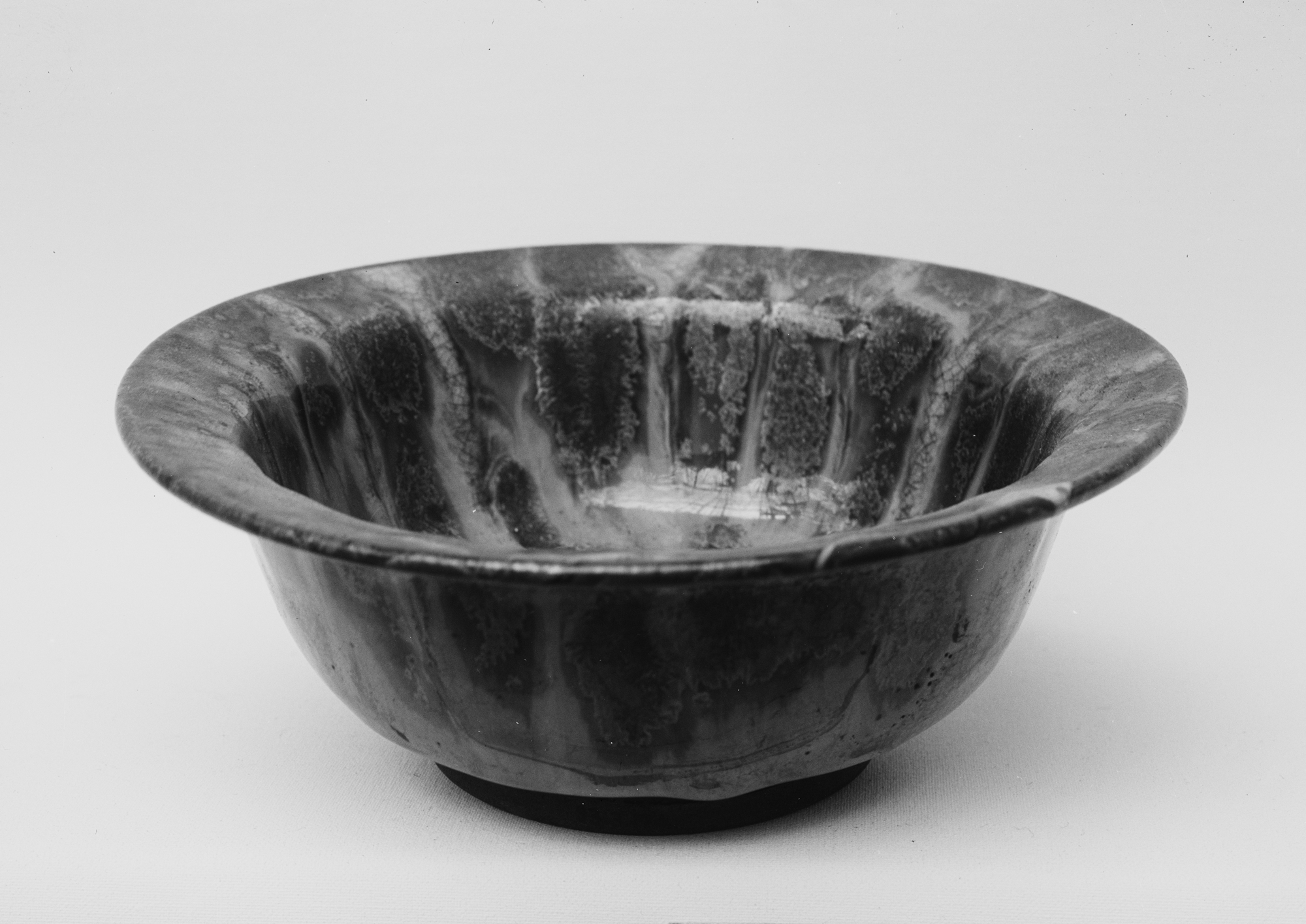
同上1650年の丼鉢